# شبگرد-باز آنتیلی
شبگرد-باز آنتیلی (نام علمی: Chordeiles gundlachii) نام یک گونه از تیره شبگردان است.